# Varme
Varme er i streng forstand et udtryk for, at termisk energi bliver transporteret over en systemgrænse, men i daglig tale lader man ofte, som om varme er det samme som termisk energi. 
I det følgende drejer det sig om varme i den snævre betydning. 
Varme er ligesom arbejde bundet til transport, så den er altså en hændelses- eller procesmængde. Varme bliver ikke udvekslet, kun transporteret i én retning.
I termodynamiske ligevægtstilstande, hvor der ikke foregår nogen processer, lader varmen sig ikke definere direkte, men kun som en rest ifølge termodynamikkens 1. lov. Når det drejer sig om varmetransportprocesser, kan tætheden i varmestrømmen defineres ved hjælp af en temperaturgradient.

## Et eksempel til forklaring
Når jordoverfladen er udækket på en stjerneklar nat, har vi to systemer med forskelligt indhold af termisk energi. På den ene side systemet (jordoverfladen, bilruden, æbleblomsten) med meget energi efter en solvarm dag, og på den anden side systemet (verdensrummet) med en ekstremt lav energi.